# Saison 2020 de la Súperliga Americana de Rugby
Navigation
2021
La saison 2020 de la Súperliga Americana de Rugby est la 1re édition de la compétition qui se déroule du 4 mars au 29 mai 2020. Elle oppose 6 équipes représentatives d'Amérique du Sud.
La saison est interrompue après la 2e journée à cause de la pandémie de Covid-19.

## Liste des équipes en compétition
| Peñarol Ceibos Olimpia Selknam Corinthians Cafeteros |

| Équipe            | Ville       | Stade                   | Capacité |
| ----------------- | ----------- | ----------------------- | -------- |
| Cafeteros Pro     | Medellín    |                         |          |
| Ceibos            | Córdoba     | Tala Rugby Club         | 5000     |
| Corinthians Rugby | Santo André | Stade Bruno-José-Daniel | 18000    |
| Olimpia Lions     | Asuncion    | Estadio Manuel Ferreira | 22000    |
| Peñarol Rugby     | Montevideo  | Estadio Charrúa         | 14000    |
| Selknam           | Santiago    | Stade National          | 47000    |

## Résumé des résultats

### Classement de la phase régulière
| Rang | Club          | J | V | N | D | Pm | Pe | Diff | Pts |
| ---- | ------------- | - | - | - | - | -- | -- | ---- | --- |
| 1    | Ceibos        | 2 | 2 | 0 | 0 | 80 | 24 | +56  | 10  |
| 2    | Selknam       | 2 | 1 | 0 | 1 | 31 | 45 | -14  | 4   |
| 3    | Peñarol       | 1 | 0 | 0 | 1 | 13 | 15 | -2   | 1   |
| 4    | Rugby Olimpia | 1 | 0 | 0 | 1 | 8  | 48 | -40  | 0   |
| 5    | Corinthians   | 0 | 0 | 0 | 0 | 0  | 0  | 0    | 0   |

Les Cafeteros Pro n'apparaissent pas dans le classement, n'étant prévu que pour jouer les matchs de classement.

### Résultats détaillés
L'équipe qui reçoit est indiquée dans la colonne de gauche.	
| Clubs             | CEI   | COR | OLI  | PEN | SEL   |
| ----------------- | ----- | --- | ---- | --- | ----- |
| Ceibos            |       |     | 48-8 |     |       |
| Corinthians Rugby |       |     |      |     |       |
| Olimpia Lions     |       |     |      |     |       |
| Peñarol Rugby     |       |     |      |     | 13-15 |
| Selknam           | 16-32 |     |      |     |       |

|  | Victoire à domicile |  | Match nul |  | Défaite à domicile |